# Helophorus obscurus
Helophorus obscurus es una especie de escarabajo del género Helophorus, familia Hydrophilidae. Fue descrita científicamente por Mulsant en 1844.
Habita en Austria, Gran Bretaña, Chequia, Dinamarca, Turquía, Finlandia, Francia, Alemania, Grecia, Irlanda, Italia, Polonia, Portugal, España, Suecia, Países Bajos, Ucrania y Hungría.